# Piedad Córdoba
Piedad Esneda Córdoba Ruíz (Medellín, 25 de enero de 1955 - Ibidem, 20 de enero de 2024) fue una abogada y política colombiana.
Fue miembro del Partido Liberal durante gran parte de su trayectoria política y líder del movimiento Poder Ciudadano, en la izquierda de dicho partido. Como congresista trabajó por los derechos de la mujer, las minorías raciales, étnicas y sexuales (personas LGBT) y los derechos humanos.
Conocida por su lucha para lograr una salida negociada al conflicto armado con la guerrilla de las Fuerzas Armadas Revolucionarias de Colombia - Ejército del Pueblo (FARC-EP) y por haber participado en las negociaciones con este grupo armado, que derivaron en la liberación de varios secuestrados. En agosto de 2007 Córdoba se involucró en el tema del acuerdo humanitario entre las FARC-EP y el gobierno del presidente Álvaro Uribe. Fue nominada al Premio Príncipe de Asturias de la Concordia.
Fue Senadora de la República desde 1994 hasta su destitución en el 2010, luego de que la Procuraduría General de la Nación, en cabeza de Alejandro Ordóñez, la acusara de colaboración con las FARC-EP, en el denominado «Caso Piedad Córdoba». El 27 de septiembre de 2010 fue inhabilitada en primera instancia por un periodo de 18 años para ejercer cualquier cargo público en la República de Colombia. Sin embargo, luego de una larga investigación, el 11 de octubre de 2016 el Consejo del Estado retiró ambas inhabilidades por falta de pruebas sobre los supuestos vínculos de la exsenadora con la guerrilla de las FARC-EP, decisión que le devuelve a Piedad Córdoba la posibilidad de ocupar cargos públicos y de elección popular.
Durante su carrera, Córdoba enfrentó controversias, incluyendo acusaciones de simpatizar con la guerrilla de las FARC-EP y su secuestro en 1999 por las Autodefensas Unidas de Colombia (AUC). Tras el secuestro, se exilió brevemente en Canadá, regresando a Colombia para continuar su activismo político. Durante el gobierno de Álvaro Uribe (2002-2010), su amistad con el presidente venezolano Hugo Chávez y su mediación en la liberación de secuestrados por las FARC-EP, aumentaron su notoriedad y controversia. Córdoba fue parte de las víctimas de interceptaciones ilegales por parte del Departamento Administrativo de Seguridad del gobierno Uribe en el caso conocido como escándalo de las chuzadas y se declaró víctima de persecución política y de campañas de desprestigio en su contra. Caso por el cual fue indeminzada en 2022 por haberse comprobado los seguimientos ilegales a ella y su núcleo familiar.
En 2017, Córdoba anunció oficialmente su intención de postularse para la presidencia en 2018 sin embargo se retiró de la misma ante la falta de apoyo que recibió su candidatura. A pesar de haber manifestado su intención de retirarse de la actividad política, el entonces candidato a la presidencia Gustavo Petro la llamó a integrar la lista del Pacto Histórico para las elecciones de 2022, aunque problemas de salud limitaron su participación política.
Falleció el 20 de enero de 2024 a los 68 años, a causa de un infarto fulminante en su residencia en Medellín.

## Inicios
Hija de docentes de secundaria, la antioqueña Lía Ruiz y el chocoano Zabulón Córdoba, hermano del dirigente Diego Luis Córdoba, dirigente del ala izquierda del partido liberal quien es recordado por haber impulsado la creación del departamento del Chocó.
Se graduó de abogada en la Universidad Pontificia Bolivariana de Medellín, egresada en 1977, obteniendo posteriormente sus títulos de Especialista en Opinión Pública y Mercadeo en la Pontificia Universidad Javeriana (Bogotá) y en Derecho Organizacional y de Familia en la Universidad Pontificia Bolivariana. Pese a haber realizado sus estudios en universidades profundamente católicas y conservadoras, Córdoba se ha caracterizado por tener un carácter progresista, liberal y anticlerical en su vida política.

## Trayectoria política

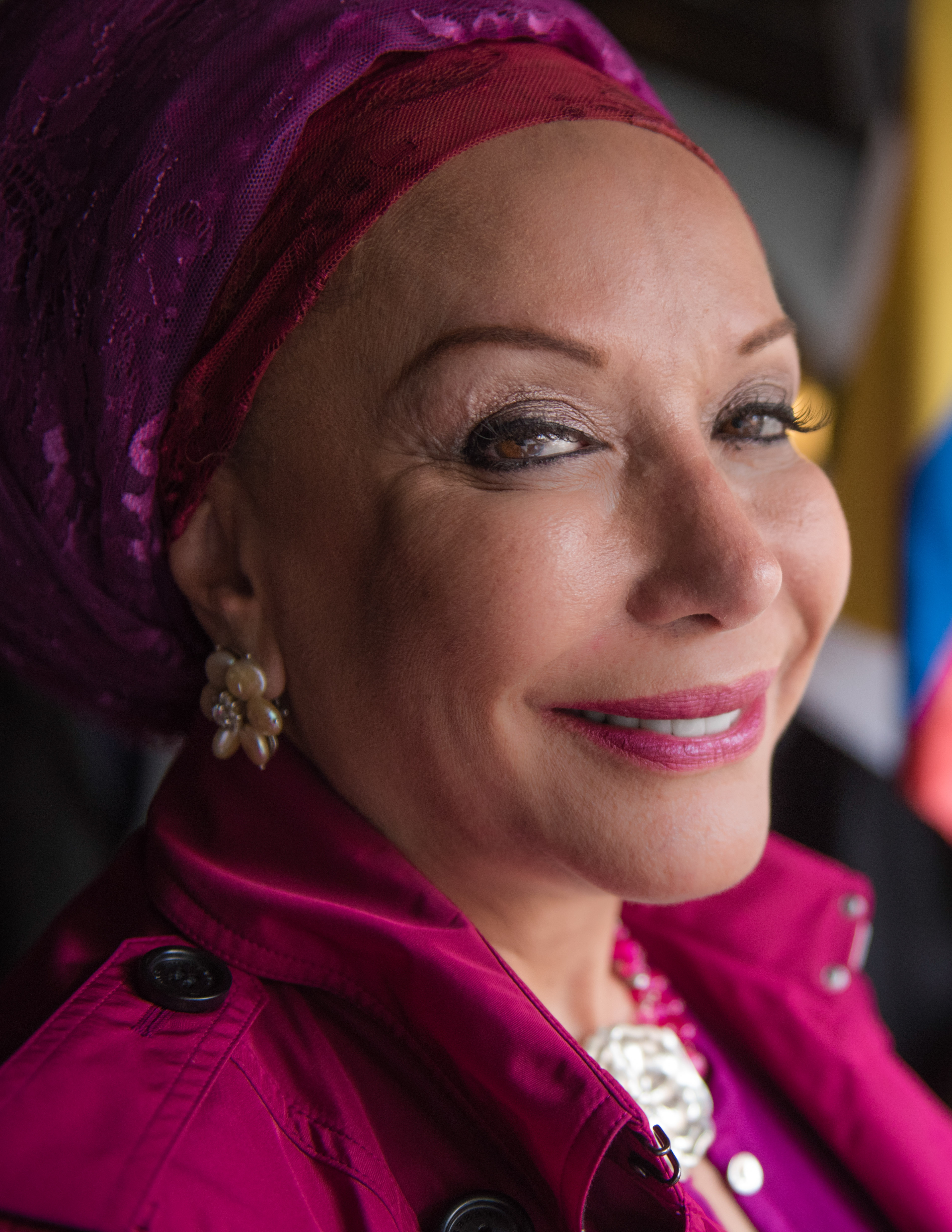
Piedad Córdoba en 2017.

Córdoba se inició como líder comunal en los barrios de Medellín, al lado del dirigente William Jaramillo. Entre 1984 y 1986 ocupó su primer cargo público, fue subcontralora municipal de su ciudad. En este último año William Jaramillo es designado alcalde y le nombra como su Secretaría Privada, un cargo del gabinete municipal que la convirtió en la mano derecha del alcalde durante los dos años que estuvo al frente de la administración.

### Cámara de Representantes de Colombia (1992-1994)
En 1988 obtiene su primer cargo de elección popular, siendo elegida concejal de Medellín para un periodo de dos años. Su destacada labor le anima a postular para la Cámara de Representantes en 1990, pero es derrotada; meses después obtiene un escaño para la Asamblea departamental de Antioquia. Tras la revocatoria del Congreso en 1991, se presenta nuevamente como candidata a la Cámara y obtiene un escaño por su departamento para el bienio 1992-1994. Como representante a la cámara impulsó la ley 70 o Ley de Negritudes y también la ley que benefició a las madres comunitarias.
Córdoba logró abrirse campo en Antioquia, uno de los departamentos más conservadores del país, y en un mundo dominado por hombres, en un Congreso con una representación femenina muy bajo. Aunque no fue la primera mujer afrodescendiente en llegar al Congreso —ya lo había hecho Nasly Lozano en 1962—, sí cobró un protagonismo en la política nacional inédito para una mujer de raíces negras.

### Senado de la República (1994-2010)
En 1994 William Jaramillo anuncia que no buscará la reelección como senador, y Piedad Córdoba se convierte en la heredera de su corriente política, siendo elegida senadora de la República para el periodo 1994-1998; la mayoría de su caudal electoral proviene como era de esperarse de Antioquia, pero también recibe un respaldo muy importante del departamento de Chocó, donde sus familiares lideran desde hace cuarenta años una corriente del Partido Liberal Colombiano.

### Secuestro y exilio
Desde el Senado se hizo conocer a nivel nacional, gracias a sus posiciones radicales y su carácter deliberante. En 1998 obtiene la reelección como senadora, y en este periodo legislativo agrega a sus temas típicos de debate (minorías, madres comunitarias) el tema de la solución negociada del conflicto armado, por lo cual llegó a ser secuestrada por orden del líder de las Autodefensas Unidas de Colombia (AUC), Carlos Castaño Gil, en 1999. Luego de varias semanas fue liberada del cautiverio, y decide exiliarse junto con su familia en Canadá. Tras varios meses en el exilio, retorna al país para continuar con su trabajo político, al garantizársele que habían mejorado las condiciones de seguridad, pero resulta víctima de dos atentados, de los que sale ilesa; decide entonces que sus hijos residan permanentemente en Canadá.

### Presidenta del partido liberal y militancia

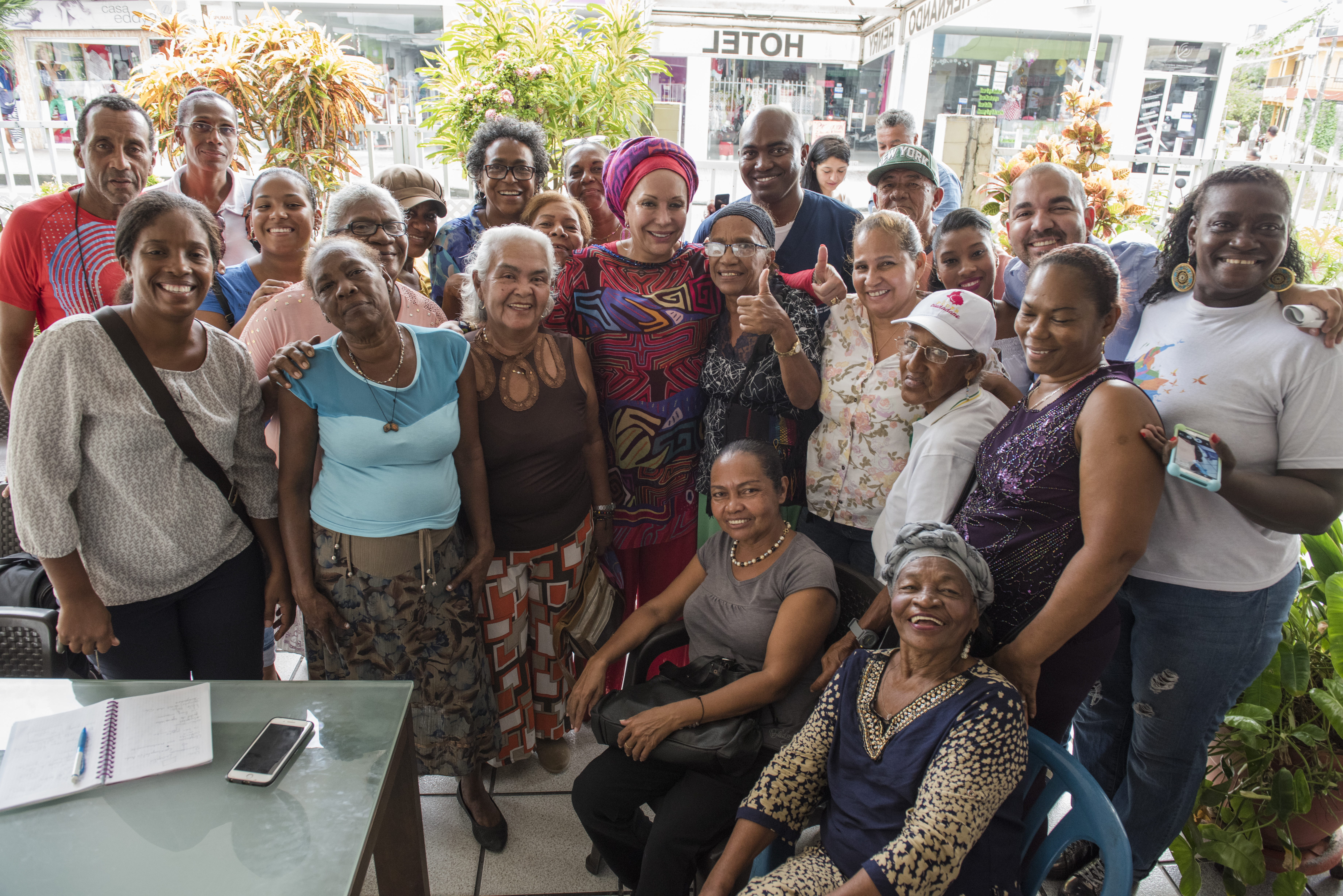
Córdoba junto a comunidades negras y raizales de San Andrés.

En 2003 Córdoba fue electa como presidenta del Partido Liberal, fue abanderada del abstencionismo durante la votación del referendo convocado por el presidente Uribe un día antes de las elecciones regionales de 2003, con el objetivo de que sufragaran menos de la cuarta parte de los electores registrados, para impedir la aprobación de las 18 preguntas del cuestionario, que versaba sobre distintas materias. Para esta empresa consiguió el apoyo de ocho de sus nueve compañeros de Dirección de partido (sólo el senador Juan Fernando Cristo promovió el voto por el No) y se alió con el Polo Democrático y una serie de movimientos sociales para promover la campaña abstencionista; así mismo persuadió al candidato liberal a la Alcaldía de Bogotá Jaime Castro Castro para declinar en favor de Luis Eduardo Garzón (esta decisión contó también con la aprobación de nueve codirectores, salvo el senador Camilo Sánchez Ortega). Las jornadas electorales del 25 y 26 de octubre significaron un éxito para Córdoba, pues sólo resultó aprobado uno de los dieciocho artículos del referendo, y Garzón fue elegido Alcalde de la capital colombiana. En diciembre fue relevada en la presidencia del Partido por su compañero de Dirección, el senador Camilo Sánchez.
En julio de 2005 el Consejo de Estado, tras realizar un nuevo escrutinio al atender denuncias de la Procuraduría por alteraciones en algunas mesas de votación, modificó el resultado de las elecciones de 2002 y anuló más de cinco mil mesas de votación. El nuevo conteo de votos cambió el resultado de las elecciones dejando no elegidos a tres senadores, entre ellos Piedad Córdoba, por haber obtenido una de las votaciones más bajas. En su editorial publicado el 13 de julio de 2005 el diario El Tiempo lamentó la salida de la congresista: «'No compartimos las ideas de la destronada congresista, pero reconocemos que cumplió una firme labor fiscalizadora y su ausencia priva al Congreso de una voz independiente y valerosa». (Años después serían procesados tres senadores detenidos por el escándalo de la parapolítica por dicho fraude que se habría fraguado con el paramilitar alias Jorge 40.) Después de su sorpresiva salida del Senado se dedicó a fortalecer la corriente de izquierda del Partido Liberal, para evitar que éste tienda hacia el uribismo; por esta razón funda el movimiento Poder Ciudadano como disidencia interna del Partido Liberal.

#### Elecciones 2006 y desaparición de Jaime Gómez Velásquez
En las elecciones parlamentarias de 2006 no obtiene el éxito que esperaba, pues si bien obtiene su escaño para el Senado, no consigue una votación muy alta, y sus candidatos a la Cámara son derrotados. En marzo de 2006 es desaparecido en Bogotá su asesor político Jaime Gómez Velásquez, co-redactor del contraproyecto de Justicia y Paz para miembros de grupos Paramilitares. Sus restos (incompletos) fueron hallados el 23 de abril del mismo año con signos de desmembramiento y tortura en los cerros orientales de la ciudad. En 2019 la CIDH anunció que estudiará una demanda por el crimen de Gómez.
Piedad hace parte del grupo interparlamentario poblacional por medio del cual se impulsan políticas públicas en salud sexual y reproductiva. Ha representado a su organización política y al país en foros y encuentros mundiales, entre ellos la Conferencia de la Mujer realizada en Pekín, China en 1995.

### Reelección al senado
Sus posturas frenteras y radicales, la ubicaron como una de las posibles precandidatas del Partido Liberal a la Presidencia de la República de Colombia para las elecciones de 2010. Córdoba apareció en algunas encuestas como la más opcionada para ganar la consulta liberal. Sin embargo, la senadora no se inscribió a la consulta de su partido y manifestó que no creía en las encuestas y que prefería continuar trabajando por el acuerdo humanitario y los diálogos de paz. Córdoba manifestó su interés por aspirar nuevamente al Senado,
El Premio Nobel de Literatura José Saramago respaldó públicamente su posible candidatura a la presidencia. Afirmando que «si lo consigue quizá algo pueda cambiar». El ex secuestrado Sigifredo López también se manifestó a favor de dicha candidatura.
Finalmente, decidió postularse al Senado por quinta vez en las elecciones legislativas de marzo de 2010 y logra la votación más alta de su carrera y la tercera más alta del Partido Liberal con más de 65.000 electores.
Hizo parte de la comisión quinta del Senado, que trata asuntos de Minas y Energía, y actualmente el tema de regalías petroleras. Perteneció, además, a las Comisiones Tercera de Asuntos económicos, Séptima, sobre el trabajo y Segunda de Relaciones exteriores. Fue miembro y Presidenta de la Comisión de Derechos Humanos del Senado y de la Comisión de Paz. Como congresista impulsó proyectos en beneficio de la participación democrática las madres comunitarias, mujeres cabeza de hogar, comunidad afrocolombiana, gays, lesbianas, bisexuales y transgéneros; en contra de la violencia intrafamiliar y la corrupción.

### Facilitadora del acuerdo humanitario
A pesar de haber sido una de las más férreas opositoras del gobierno de Álvaro Uribe Vélez, la senadora Córdoba fue nombrada en 2007 como facilitadora para el acuerdo humanitario entre la guerrilla de las FARC-EP y el gobierno colombiano para lograr la liberación de varias personas secuestradas por esa guerrilla a cambio de la liberación de algunos guerrilleros presos. Para alcanzar este objetivo el gobierno colombiano solicitó la colaboración del gobierno venezolano en cabeza del presidente Hugo Chávez y la autorización de este y Córdoba hasta el 21 de noviembre de 2007.

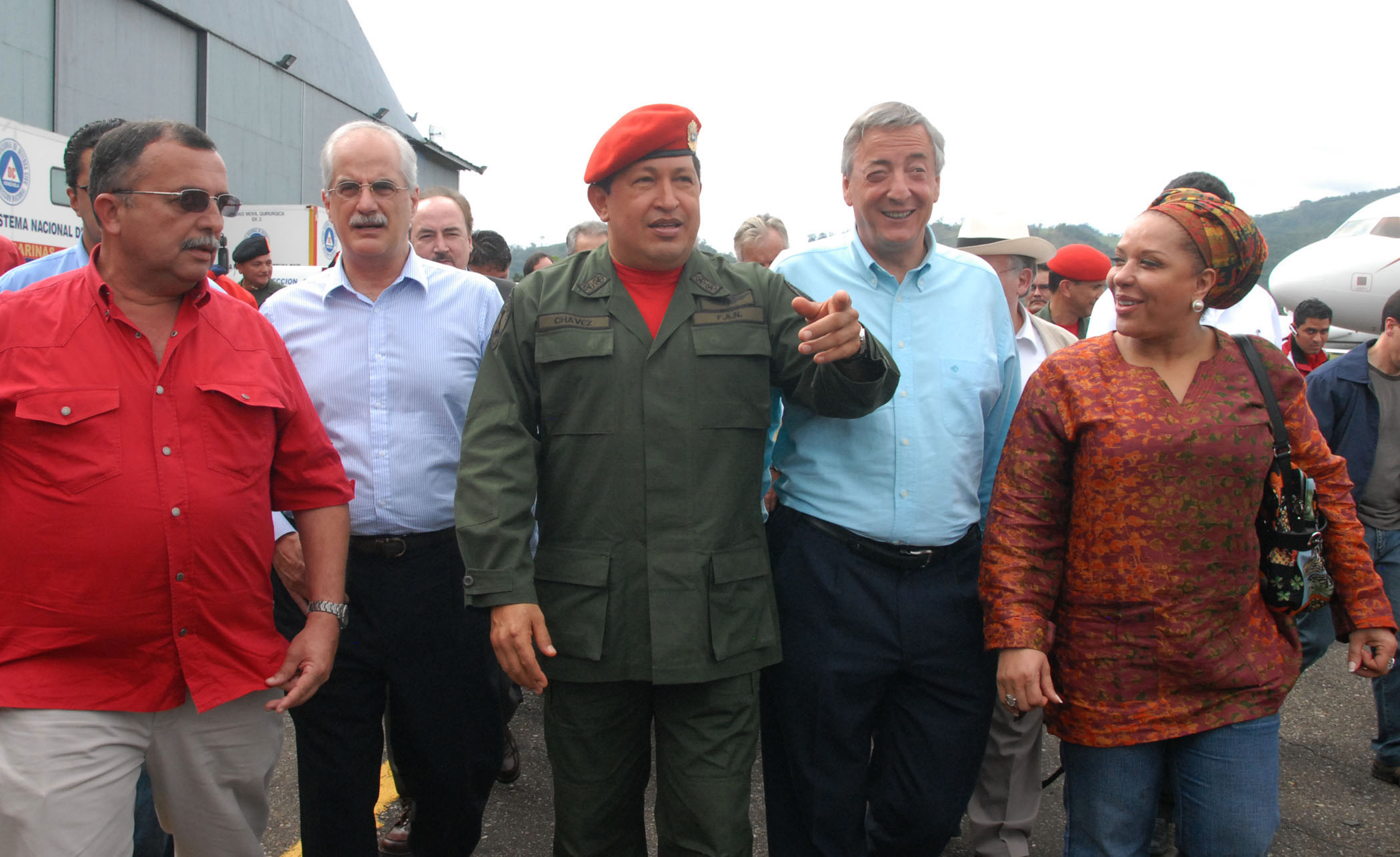
Piedad Córdoba junto a los garantes de la Operación Emmanuel.

El Gobierno colombiano por orden del entonces presidente Álvaro Uribe, le retiró el aval al Presidente Chávez y a la senadora Córdoba después del encuentro sostenido por estos con el guerrillero Iván Márquez en el Palacio de Miraflores y declarando que éstos no respetaron los acuerdos sobre la manera de negociar, ya que según el gobierno, la senadora realizó una llamada al alto mando militar colombiano y luego comunicó la misma al Presidente de Venezuela. 
El fin de la intermediación causó un conflicto diplomático entre los dos países. El presidente Uribe se refirió sobre la actuación de Chávez de la siguiente manera: «Nosotros necesitamos una mediación contra el terrorismo y no legitimadores del terrorismo» y agregó: «Sus palabras, sus actitudes, dan la impresión que usted no está interesado en la paz de Colombia, sino en que Colombia sea víctima de un gobierno terrorista de las FARC». 
Durante su gestión frente al acuerdo humanitario Córdoba y Chávez lograron la liberación de 6 políticos secuestrados y lograron que alias Simón Trinidad y alias Sonia recluidos en cárceles de Estados Unidos manifestaran por escrito hacerse a un lado para no hacer parte del intercambio como lo exigía la guerrilla. En enero de 2008 las FARC-EP cumplieron con la liberación de dos de las secuestradas, la excandidata a la Vicepresidencia Clara Rojas y la exrepresentante a la Cámara Consuelo González de Perdomo; la senadora se pronunció en favor de la idea de Hugo Chávez de eliminar a las FARC-EP y al ELN de la lista de terroristas a pesar de los pronunciamientos de España, Argentina, Francia y Estados Unidos en contra de ese acto. 
Por tales hechos ha sido duramente cuestionada por diversos grupos políticos y de opinión por esta posición y el representante a la Cámara Augusto Posada la denunció por «traición a la patria» basado en los artículos 455 y 457 del Código Penal. El 23 de enero de 2008 llegó al punto de ser atacada verbalmente por varios compañeros de vuelo en la ruta Bogotá-Caracas, llegando a temerse por su integridad física. En febrero de ese mismo año, la gestión de Córdoba y Chávez logró la liberación de 4 ex congresistas más que se encontraban en poder de las FARC-EP: Gloria Polanco, Luis Eladio Pérez, Orlando Beltrán y Jorge Gechem. Todos ellos agradecieron la gestión de la senadora y del presidente Chávez.
A pesar de haber sido apartada de dicha labor por el gobierno colombiano, Córdoba dijo que seguiría actuando para conseguir la liberación de secuestrados y para eliminar el tema del secuestro del conflicto con autorización o sin ella.
Si bien varios de los ex secuestrados como Sigifredo López y Clara Rojas han expresado su agradecimiento a Córdoba por las gestiones que llevaron a su liberación, otras voces incluida la excandidata Íngrid Betancourt cuestionaron el papel de Córdoba como mediadora. Betancourt dio como ciertas las acusaciones no comprobadas sobre los documentos supuestamente encontrados en los computadores de Raúl Reyes y aseguró durante la campaña política de 2022 que Córdoba «retrasó deliberadamente mi liberación con fines políticos». Hechos que Córdoba aseguró no eran ciertos, calificando a Betancourt como «desagradecida», y la retó a realizar un debate público que esta no aceptó. Posteriormente Córdoba anunció que emprendería acciones legales contra la excandidata.
Córdoba, continuó su activismo por la paz convirtiéndose en una figura relevante a nivel internacional no obstante continuaba siendo una figura controversial a nivel nacional siendo víctima de insultos y maltratos en lugares públicos. Igualmente mantuvo relaciones con líderes políticos como Chávez hasta su fallecimiento y Nicolás Maduro. Se le vinculó con Álex Saab, empresario colombiano y presunto testaferro del chavismo, y se sugirió que Córdoba pudo haberlo presentado a Maduro.
Córdoba continuó trabajando por la liberación de los secuestrados y logró convocar a un grupo de intelectuales de varios países para iniciar un diálogo epistolar con la cúpula de las FARC-EP. Gracias al intercambio epistolar, las FARC-EP respondieron los pronunciamientos de Córdoba y su grupo Colombianos y Colombianas por la Paz y decidieron liberar unilateralmente a tres policías y un soldado y a los últimos dos rehenes políticos que permanecían en su poder. Para la operación de la liberación, llevada a cabo en febrero de 2009, la senadora contó con el apoyo del CICR y el gobierno de Brasil, así como con la autorización del gobierno colombiano. Por estos actos, el Premio Nobel de la Paz Adolfo Pérez Esquivel propuso públicamente, y de manera formal ante el Comité del premio Nobel en Oslo, el nombre de Córdoba como candidata al Premio Nobel de la Paz 2009. La senadora se declaró no merecedora del premio. Finalmente el premio recayó en el Presidente de los Estados Unidos Barack Obama.

### Controversias como mediadora y opositora

#### Declaraciones en México
Piedad Córdoba ha causado diferentes polémicas y controversias por sus posiciones políticas, su cercanía con el presidente Hugo Chávez, sus fuertes críticas al presidente Uribe y sus posiciones frente al conflicto armado colombiano. Dichas posiciones le han traído enfrentamientos con la opinión pública, sectores políticos de opinión y medios de comunicación, en especial con Noticias RCN quien según Córdoba tergiversa sus afirmaciones.
El 11 de marzo de 2007, ante los asistentes del simposio Los Partidos Políticos y una Nueva Ciudad en Ciudad de México, Piedad Córdoba dijo: «los gobiernos progresistas de América Latina deben romper relaciones diplomáticas con Colombia», también indicó que el gobierno colombiano precedido por Álvaro Uribe Vélez «carecía de legitimidad» y señaló al mencionado presidente de «mafioso, paramilitar y asesino». Estas declaraciones generaron su rechazo por parte del expresidente César Gaviria Trujillo, jefe del Partido Liberal.

nadie puede dudar en Colombia y el extranjero que existe un vínculo claro entre los paramilitares y la cabeza del gobierno. Todos los caminos del paramilitarismo conducen a Uribe, un presidente paramilitar.
Piedad Córdoba, marzo 2007.

El 20 de abril de 2007, Uribe señaló a sectores de oposición a su gobierno, de liderar una campaña de desprestigio y de calumnias en su contra y la de su gobierno en Estados Unidos, para evitar que se apruebe un Tratado de Libre Comercio y se acorte la ayuda militar al país.

Ellos (Estados Unidos) verán a qué le creen: si le creen a la calumnia o a los hechos. Si le creen a la calumnia, que dice que el Gobierno es paramilitar, o al hecho del Gobierno que ha desmontado el paramilitarismo. Ellos verán a qué le creen... ...No conozco los paramilitares, no soy amigo de ellos, mi camino es institucional: una Colombia sin guerrilla y sin
paramilitares. Nadie puede decir que este Gobierno abierta o soterradamente se ha unido con paramilitares para acabar con la guerrilla.
Álvaro Uribe.

A raíz de las declaraciones, Córdoba fue demandada por el presidente de la Comisión Segunda de la Cámara de Representantes Augusto Posada, argumentando que Córdoba había violado los artículos de la Constitución de 1991 que hacen referencia a la «traición diplomática» y «conspiración», en relación con que se le acusó de «traición a la patria». Respecto a esto, Córdoba dijo: «Que me denuncie y yo me defiendo ante los tribunales, y de pronto podemos redefinir el concepto de patria y lo que él entiende y yo entiendo acerca de eso».

#### Fotografías con guerrilleros de las FARC-EP

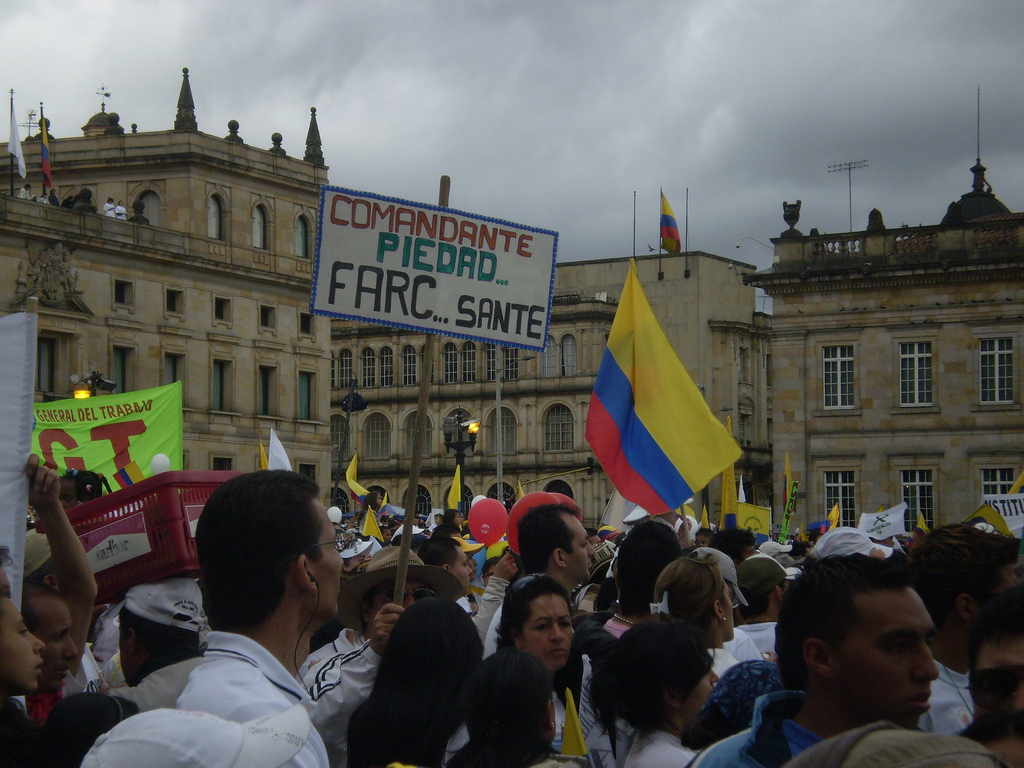
Por sus polémicas intervenciones en favor del acuerdo humanitario, su apoyo al presidente venezolano Hugo Chávez y oponerse enérgicamente al presidente Uribe, Piedad Córdoba fue criticada y asociada con las FARC-EP en demostraciones públicas, como en las Marchas del 20 de julio de 2008.

En noviembre de 2007, tras ser nombrada por el presidente Uribe para ayudar en la facilitación de un intercambio humanitario entre el Gobierno colombiano y las FARC-EP, la senadora Córdoba viajó a Caracas para entrevistarse con el presidente Chávez. En el Palacio de Miraflores, Córdoba sostuvo una reunión con el presidente Chávez y los representantes de las FARC-EP, Iván Márquez, Rodrigo Granda y Jesús Santrich. Varias fotografías de la reunión se conocieron a través de la página web de la Agencia Bolivariana de Prensa, afín a las FARC-EP. En dichas fotografías la senadora Córdoba mostró un ambiente de familiaridad que causó controversia. En las fotografías se mostraba a la senadora Córdoba sonriente, posando con una boina negra de uno de los guerrilleros sobre la cabeza y un ramo de flores entregado por los guerrilleros.

"Yo misma le quité la gorra a uno de ellos mamándoles gallo, charlando y distensionando el ambiente, porque esto es muy difícil... ...Hubo discusiones muy fuertes por las cosas que han ido pasando y por las cosas que ellos tienen que hacer. Me pareció hasta raro que después de las discusiones me hubieran dado las flores".
Piedad Córdoba

#### Acusaciones por computadores de Raúl Reyes
Algunos documentos encontrados en los computadores de Raúl Reyes según las autoridades podrían comprometer a Piedad Córdoba. Según señalan los investigadores, Córdoba aparece mencionada en los computadores con el seudónimo de "Teodora de Bolívar". La senadora negó que ella tenga alguna relación con ese seudónimo y dijo que todo es parte de una campaña de desprestigio en su contra por parte del gobierno y una manera de atacar el acuerdo humanitario. En febrero de 2022 nuevamente fue acusada ante la Fiscalía por su exasesor Andrés Vásquez de ser relacionada con las FARC-EP bajo el seudónimo de Teodora.

### Destitución e inhabilitación
El 27 de septiembre de 2010, la Procuraduría General de la Nación decidió destituir a Piedad Córdoba de su cargo como senadora y la inhabilitó por 18 años para ejercer oficios gubernamentales. El fundamento del procurador Alejandro Ordóñez sobre esta sanción se debió a las supuestas pruebas de vínculos con las FARC-EP. Dichas pruebas fueron extraídas de los computadores del guerrillero Luis Edgar Devia Silva Raúl Reyes basado en informes presentados por la Interpol, del Cuerpo Técnico de Investigación (CTI) y la Dijin, sobre la autenticidad de esos medios electrónicos. 
El hecho generó controversia en Colombia y la respuesta de indignación por parte de varias personalidades de la comunidad internacional. Piedad Córdoba expresó en entrevistas hechas días después a la revista Semana y el periódico El Espectador, que la acción del procurador hace parte de una persecución política, y además anunció los requisitos para su defensa. Tras apelar la decisión, la Procuraduría reiteró su posición y el presidente del congreso colombiano Armando Benedetti firmó la destitución definitiva. Córdoba fue destituida del cargo de senadora oficialmente el 3 de noviembre de 2010.
En adición a las pruebas utilizadas por la Procuraduría, con la muerte del guerrillero alias Mono Jojoy, las autoridades colombianas encontraron más pruebas en los computadores personales del guerrillero. En los correos electrónicos encontrados, los miembros de las FARC-EP le asignaron el apodo de "Gaitán" a la entonces senadora Córdoba. También hablan de financiación para las labores de Córdoba, coordinación de estrategias políticas y de las alertas Córdoba a las FARC-EP sobre operaciones militares contra la organización.

### Consejo de Estado anula su destitución e inhabilidad política
El 11 de octubre de 2016, a seis años de que Piedad Córdoba, por orden de la Procuraduría General de la Nación colombiana, fuera destituida de su cargo como senadora e inhabilitada durante 18 años para ocupar cargos públicos, la sección segunda del Consejo de Estado tumba la sanción disciplinaria que pesaba en su contra.
 

Sobre los basamentos para la toma de esta decisión, El Consejo de Estado consideró que el fallo de la Procuraduría "se basó en conjeturas”:
“Tras el análisis del sustento probatorio del fallo disciplinario acusado, en contraste con las reglas materiales del debido proceso decantadas en esta providencia, para la Sala es evidente que en la actuación disciplinaria que culminó con los fallos disciplinarios acusados no obraba prueba alguna, más allá de simples inferencias y conjeturas, que permitieran obtener el grado de certeza exigido por la ley para decretar responsabilidad disciplinaria, sobre todo cuando como quedó establecido a lo largo del análisis probatorio existían varias hipótesis razonables e incluso más creíbles sobre lo que verdaderamente ocurrió de los hechos investigados, que no fueron eliminadas por el fallador disciplinario, las cuales constitucional y legalmente exigían que se profiriera fallo absolutorio”.

### Campaña presidencial 2018 y retiro temporal

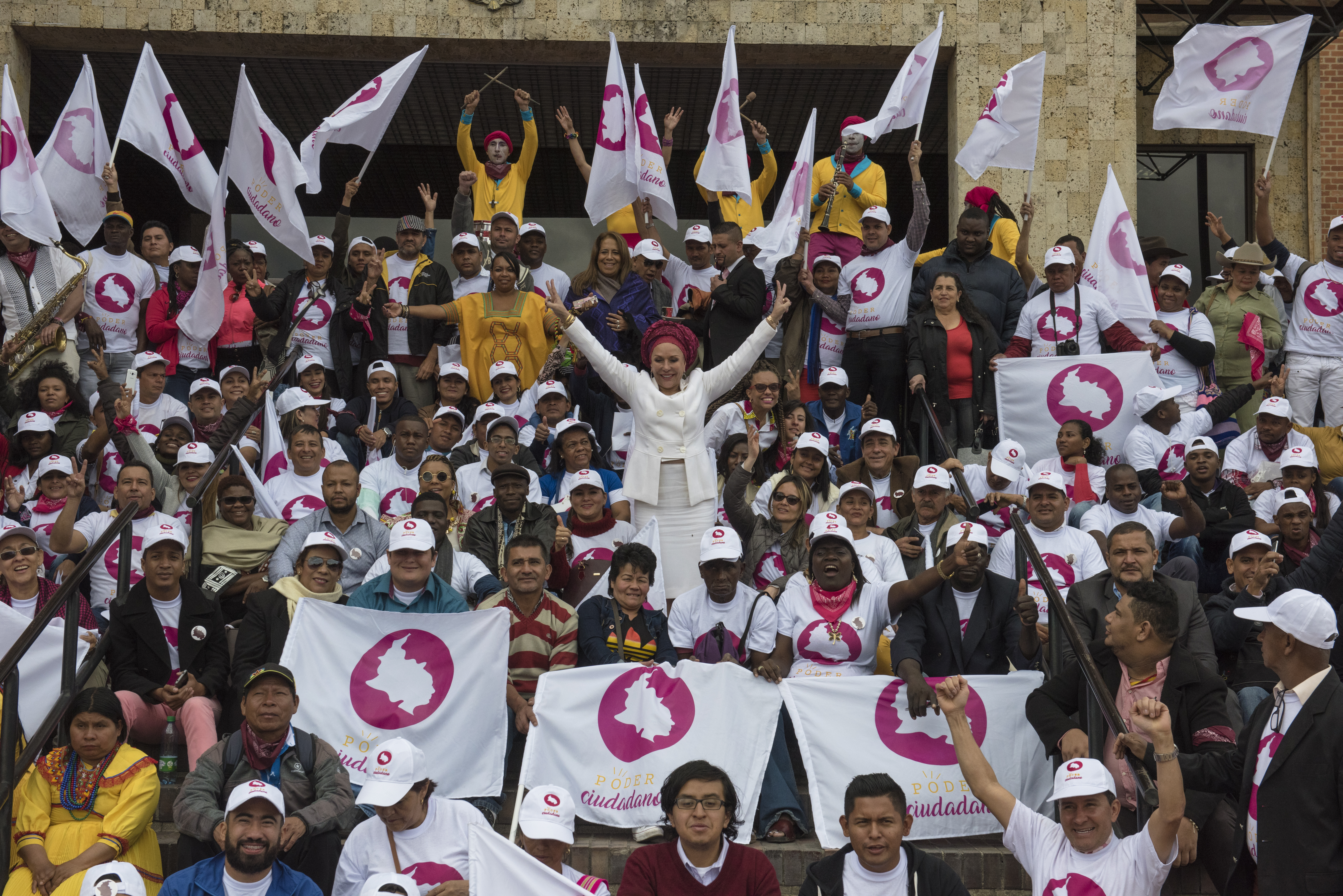
Córdoba durante la inscripción de su candidatura presidencial de 2018.

Córdoba entró a la carrera presidencial en 2017 al recolectar firmas para su postulación como candidata independiente. El 9 de abril de 2018 anunció su retiro de dicha contienda al no recibir apoyo suficiente para su aspiración.
Tras su fallida candidatura presidencial, Córdoba junto con su pareja sentimental Luis, un agrónomo llanero, adquirieron una finca en Puerto Lleras a donde la exsenadora se retiró tras 47 años de vida política a vivir una vida de finquera.

### Ingreso al Pacto Histórico y regreso al senado en 2022
En preparación para las elecciones legislativas de 2022 el candidato presidencial Gustavo Petro invitó a Córdoba y a su movimiento político a hacer parte de la coalición Pacto Histórico, Córdoba renunció formalmente al Partido Liberal y aceptó la alianza. Allí Córdoba llegó de la mano del partido Unión Patriótica que le otorgó el aval requerido y recibió el puesto 8 de la lista cerrada que llegó a ser la lista más votada eligiendo a 20 senadores.
En abril de 2022 el candidato Petro le pidió que se apartara de la campaña presidencial mientras solucionaba sus diferendos judiciales.
La salud de Córdoba venía deteriorandose, tanto así que el presidente del senado Roy Barreras decidió viajar a Medellín en julio de 2022 para poder posesionarla como senadora ya que se encontraba internada en un hospital a la espera de diagnóstico médico.

#### Detención administrativa en Honduras
El 26 de mayo del 2022 Piedad Córdoba fue detenida de manera provisional en el Aeropuerto Internacional de Palmerola por el Instituto Nacional de Migración de Honduras cuando intentaba salir del país con al menos USD$68 000 dólares estadounidenses en efectivo sin declararlos, cabe recalcar que en Honduras la ley demanda que toda persona debe declarar el origen de cantidades de dinero que sean mayores a 10,000 dólares en efectivo, la senadora manifestó que el dinero se lo dio un empresario colombiano que radica en Tegucigalpa, Honduras, al no tener pruebas suficientes quedó detenida provisionalmente para efectos de investigación. Luego de realizarse dicha investigación y ese mismo día la detención provisional fue retirada.

#### Detención de su hermano con fines de extradición
En febrero de 2022, Álvaro Córdoba, hermano de Piedad, fue detenido en la ciudad de Medellín por agentes de la policía, en virtud de una orden de captura emitida por una corte del distrito sur de Nueva York por los delitos de narcotráfico, porte ilegal de armas y concierto para delinquir, conductas que habría cometido de la mano del disidente de las FARC Alias Gentil Duarte; en marzo de 2022 el gobierno de los EE. UU. formalizó la solicitud de extradición de Álvaro Córdoba.

#### Últimos días
Durante sus últimos días Córdoba se mantuvo firme con su respaldo al gobierno Petro, defendiendo las reformas presentadas por el ejecutivo y el proceso de paz con la guerrilla del ELN, controvirtiendo a los opositores a través de sus redes sociales y en debates en el congreso.

## Fallecimiento

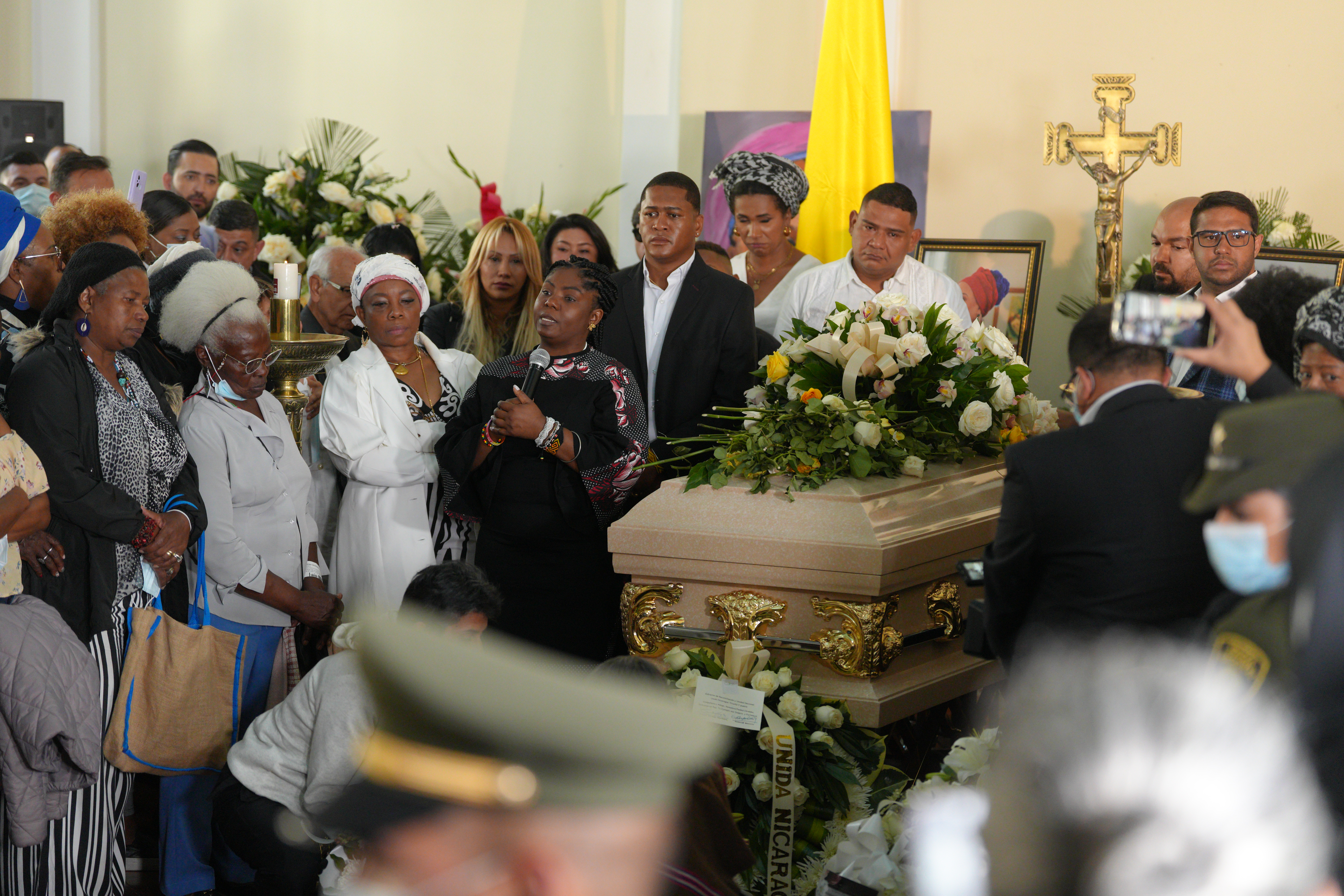
Ceremonia de velación de sus restos mortales en el Capitolio Nacional.

En la tarde del 20 de enero de 2024, su hija Natalia Castro Córdoba quien la acompañaba en su casa de Medellín, la vio palidecer y desfallecer. Inmediatamente junto con la ayuda de la mujer del servicio doméstico contactaron a su equipo de escoltas quiénes rápidamente la trasladaron a la Clínica Los Conquistadores cercana a su lugar de residencia. Allí los médicos hicieron todo lo que estuvo a su alcance para intentar salvar su vida pero ya era demasiado tarde. Tras 20 minutos de maniobras de reanimación cardiopulmonar que no resultaron, se confirmó su deceso. Tenía 68 años, siendo la causa de su muerte un infarto agudo de miocardio que fue fulminante.

## Reconocimientos
El periódico El Espectador la catalogó como uno de los "Personajes del Año 2007", mientras que El Nuevo Siglo la nombró la «Mujer del Año» y en una encuesta realizada por Caracol Radio entre los Senadores de la República, Córdoba quedó segunda detrás de Héctor Helí Rojas (también liberal) al escoger al «Senador del Año».
En el 2009 fue postulada al Premio Nobel de Paz, según lo manifestó el nominador Adolfo Pérez Esquivel, si bien dichas postulaciones no se revelan oficialmente por parte de la organización.
En 2014 Córdoba recibió el título de doctor honoris causa de la Universidad Nacional de La Plata, Argentina, «por su lucha en defensa de los derechos humanos y sus aportes al proceso de paz en su país».